# 伊蘭斯基區

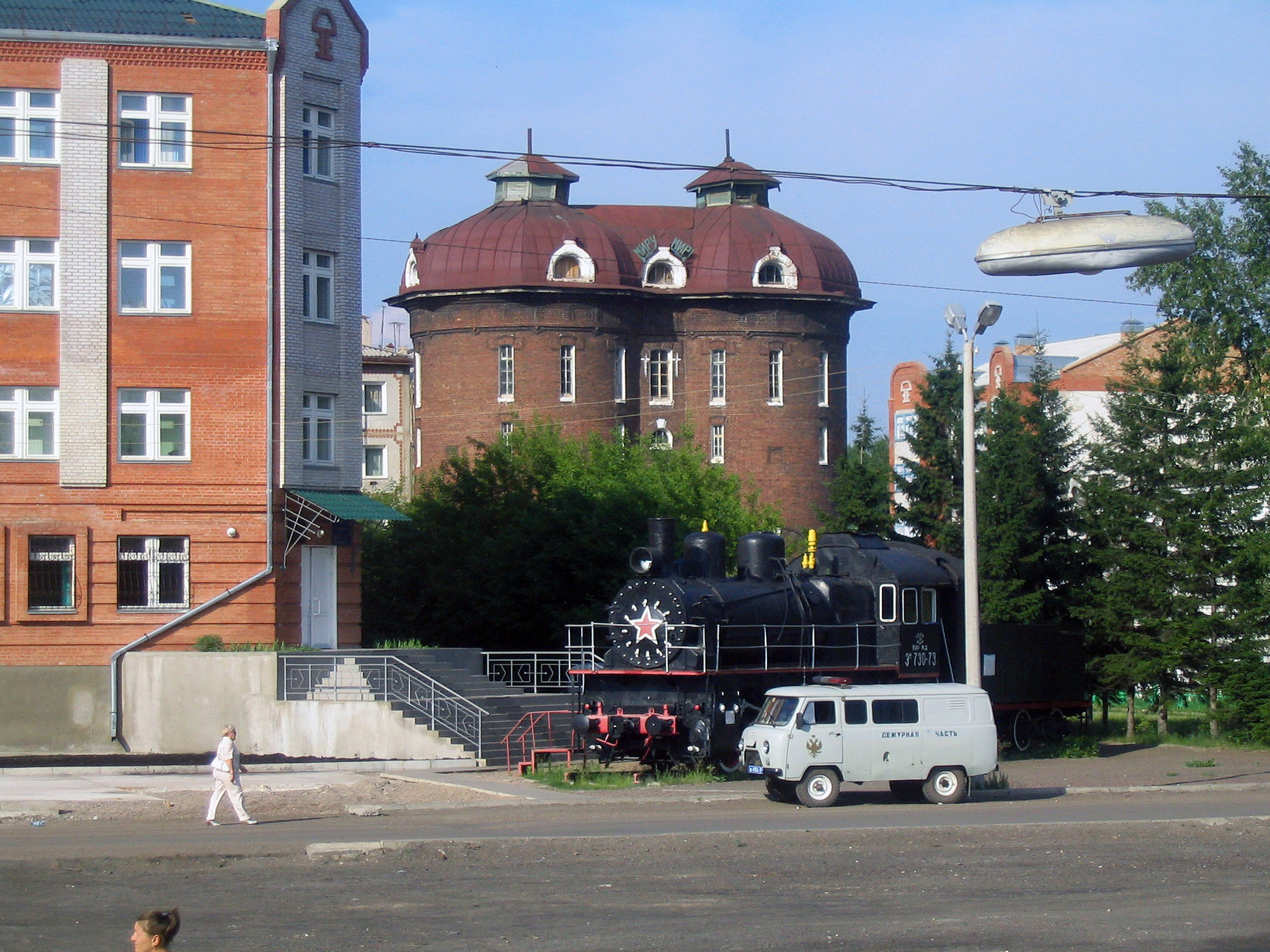

56°14′N 96°04′E / 56.233°N 96.067°E
伊蘭斯基區（俄语：Иланский район），是俄羅斯的一個區，位於該國中部，由克拉斯諾亞爾斯克邊疆區負責管轄，始建於1939年11月7日，面積3,750平方公里，2010年人口25,899，人口密度每平方公里6.91人。